# Luis Copete
Luis Fernando Copete Murillo, né le 12 février 1989 à Istmina en Colombie, est un footballeur international nicaraguayen, qui évolue au poste de défenseur central ou milieu défensif à l'Once Deportivo de Ahuachapan.

## Biographie

### Carrière internationale
Luis Copete est convoqué pour la première fois par le sélectionneur national Enrique Llena pour un match amical contre le Guatemala, le 14 août 2014 (défaite 3-0). Par la suite, le 23 mars 2015, il inscrit son premier doublé en sélection contre l'Anguilla lors d'un match des éliminatoires de la Coupe du monde 2018 (victoire 5-0).
Il dispute deux Copa Centroamericana en 2014 et 2017 et compte 32 sélections et 3 buts avec l'équipe du Nicaragua depuis 2014.

## Statistiques

### Buts en sélection
Le tableau suivant liste les résultats de tous les buts inscrits par Luis Copete avec l'équipe du Nicaragua.